# Wim van de Plas
Wilhelmus Petrus (Wim) van de Plas (Udenhout, 10 februari 1913 - Helvoirt, 5 april 1984) was een Nederlands kunstschilder.

## Biografie
Wim van de Plas studeerde aan de Katholieke Leergangen te Tilburg (les van Jan van Delft) en behaalde daar in 1933 de lagere akte Nijverheidsonderwijs. Daarna volgt hij een opleiding aan het Rijksinstituut tot Opleiding van Teekenleeraren te Amsterdam, waar hij les kreeg van Charles Bakker, Gerard van Duffelen en Huib Luns). Na het behalen van diverse onderwijsakten, gaf hij les aan het St.-Odulphuslyceum te Tilburg. Van 1937 tot 1940 studeerde en werkte hij o.l.v. Isidore Baron Opsomer aan het Nationaal Hoger Instituut voor Schone Kunsten van Antwerpen. 
In 1939 kreeg hij de tweede prijs met zijn schilderij "Kid Oliveira" op de tentoonstelling Noord-Brabantse Schilder- en beeldhouwkunst in het Van Abbemuseum te Eindhoven. Dit schilderij werd door het museum aangekocht. 
In 1939 en 1940 ontving hij de Koninklijke Subsidie voor de Schilderkunst. Hij kreeg inmiddels verscheidene portretopdrachten. 
In 1942 werd Van de Plas docent aan de Koninklijke School voor Kunst, Techniek en Ambacht in 's-Hertogenbosch. In 1947 nam hij  een jaar onbetaald verlof om in Parijs te studeren bij Jean-Marie Souverbie aan de École Nationale Supérieure des Beaux Arts. 
In 1949 nam hij nogmaals buitengewoon verlof om in opdracht van de Stichting Actie (Katholiek Gemeenschapswerk) een groot portret te maken van paus Pius XII in Rome. De bedoeling daarvan was dat in elk katholiek huisgezin en elke katholieke instelling over de hele wereld een reproductie van dit pausportret zou hangen. Wim van de Plas bleef als docent werkzaam tot 1978, de naam van de opleiding is dan al enige tijd Koninklijke Academie voor Kunst en Vormgeving.

## Werken

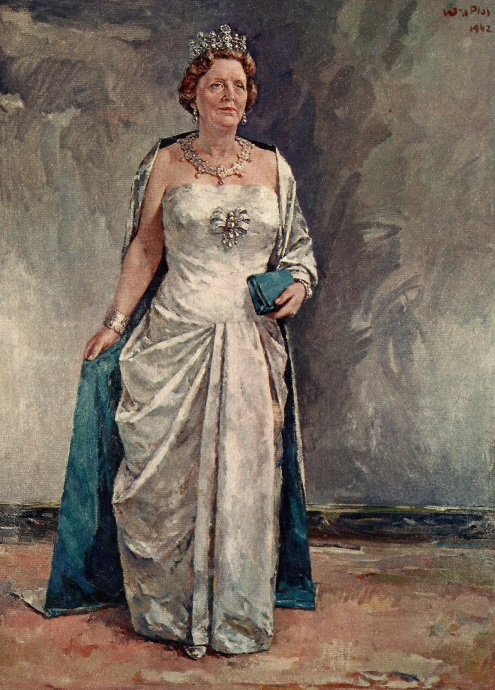
Staatsieportret van koningin Juliana voor de gemeente Best. De koningin draagt de parure met huisdiamanten.

Van de Plas was mede-oprichter van de Bossche kunstenaarsgroepen "Atrium" en later "Reflex". Verder was hij lid van Arti et Amicitiae en St.-Lucas, en aspirant-lid van de Orde van den Prince. Hij heeft deelgenomen aan diverse groepstentoonstellingen en verscheidene individuele exposities. Zijn bekendheid heeft hij vooral te danken aan zijn portretten van hoogwaardigheidsbekleders, onder wie koningin Juliana (diverse keren), mr. F.J. van Lanschot, dr. Jan Olav Smit, dr. J.E. de Quay, Saal van Zwanenberg, paus Pius XII, mr. R.L. Lambooij, dr. C.N.M. Kortmann, mr. G.M.W.J. van de Ven en abt Marcel van de Ven. Voor de gemeenten Best, Aarle-Rixtel, Nieuw-Vossemeer en 's-Hertogenbosch heeft hij portretten voor een burgemeestergalerij geschilderd. 
Buiten deze publieke opdrachten had Wim van de Plas ook privé-opdrachten voor portretten ontvangen en uitgevoerd. Naast deze portretten had hij rustieke stillevens en luchtige reisimpressies in o.a. olieverf, houtskool en aquarel vastgelegd. Het vrouwelijk naakt is een favoriet onderwerp in zijn vrije werk gebleven. 
In 1952 trouwde hij met Lianne van Arendonk. Samen kregen ze drie dochters en twee zonen. Hij overleed in 1984 thuis aan een hartstilstand.
Na zijn overlijden werd als eerbetoon aan Van de Plas in 1988 een overzichtstentoonstelling gehouden in Museum Kempenland te Eindhoven. Ter gelegenheid van deze expositie is een uitgave van zijn werk uitgebracht met "Gedreven Vakmanschap" (1988), geschreven door drs. Peter Thoben, directeur van Museum Kempenland.
In 2013, Van de Plas' 100e geboortejaar, heeft Museum Slager in 's-Hertogenbosch de overzichtstentoonstelling "Met Verve" georganiseerd, dochter Margot bracht het boek "Met verve - Uit het archief van Wim van de Plas" uit, de dvd "Joie de Verve" en een bijbehorende website.